# Mas d'en Vernis
El Mas d'en Vernis, Mas del Diumenge o Domenge, és una masia del municipi de Botarell (Baix Camp) protegida com a bé cultural d'interès local. Forma un conjunt amb el Mas del Molló que es va separar recentment.

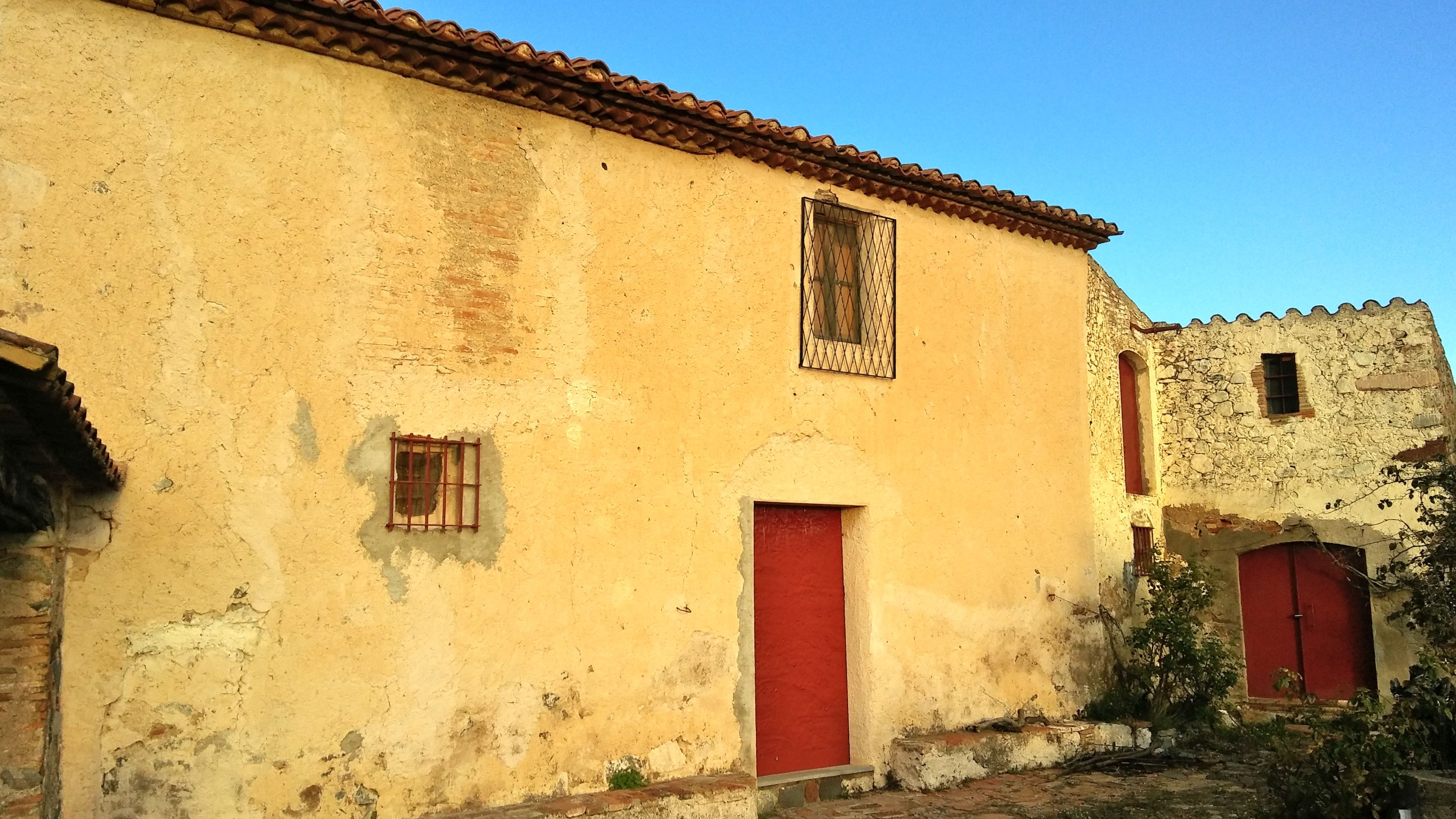
Mas de Molló

## Descripció
El Mas d'en Vernis està al costat del Mas del Molló i mirats de lluny semblen tot un. El Mas d'en Vernis està situat a la part més al nord del terme, per damunt de la carretera d'Alcolea, des de la qual s'hi accedeix per un camí. És un edifici antic, que conserva davant una terrassa pavimentada amb rajoles de ceràmica sense envernissar, construïda parcialment sobre uns corals avui rònecs, on hi ha un pou de construcció rectangular i uns bancs de pedra. Hi ha una possible torre de 3,85 metres de costat, davant del pou.
El Mas de Molló està més ben conservat que l'altre. Sembla que van aprofitar-se les pedres del que resta d'una torre medieval. És de planta quadrangular. La porta és amb arc de mig punt de colors alternats.

## Història
Els dos masos formaven part del terme de la Quadra dels Tascals. La documentació es guardava en el Mas d'en Vernis en un armari vell. En part va ser retirada per un capellà a començaments del segle xx, i la que hi restà va ser cremada durant la Guerra Civil per uns militars que s'hi estatjaren. Al Mas de Molló hi ha la data 1737, sota les lletres "IHS", a la clau de l'arc de la porta. L'estructura de l'edifici i les restes conservades fan pensar que aquesta data correspon a una reforma feta sobre una obra més antiga.